# Aleksandra Justa
Aleksandra Justa (ur. 2 października 1969 w Pszczółkach) – polska aktorka teatralna i filmowa, od 1997 roku aktorka Teatru Narodowego.

## Życiorys
W 1992 roku ukończyła studia na Wydziale Aktorskim PWSFTviT w Łodzi.
W latach 1992–2001 aktorka Teatru Studio im. Stanisława Ignacego Witkiewicza w Warszawie, od 1997 roku aktorka Teatru Narodowego w Warszawie.

### Życie prywatne
Jej mężem był aktor Zbigniew Zamachowski, z którym ma czworo dzieci: Marię (ur. 1994), Antoniego (ur. 1997), Tadeusza (ur. 1999) i Bronisławę (ur. 2001).

## Filmografia
- 1992: Kawalerskie życie na obczyźnie – jako koleżanka Agaty
- 1994: Bank nie z tej ziemi – jako Klara, sąsiadka Godka (odc. 13)
- 1995: Próby domowe
- 1995: Cwał
- 1997: Sława i chwała – jako Zofia Zgorzelska (odc. 4-6)
- 1998: Miodowe lata – jako Agata (odc. 12)
- 2000: Na dobre i na złe – jako Irena Smolis (odc. 32)
- 2003: Tak czy nie? – jako lekarka (odc. 7 i 8)
- 2003: Światła (Lichter) – jako Milena
- 2003: Struggle – jako Ewa
- 2004: Pensjonat pod Różą – jako Celina, (odc. 19)
- 2004: Oficer – jako tramwajarka Ania (odc. 13)
- 2004–2005: Kryminalni – jako psycholog Anna Bańkowska (odc. 9 i 25)
- 2006: Jasne błękitne okna – jako Ola, kochanka Artura
- 2006–2007: Dwie strony medalu – jako Ela Martyniuk
- 2006: Chłopiec na galopującym koniu – jako Maria Dobrowolska
- 2007: Ekipa – jako Paulina Turska
- 2009: 39 i pół – jako Malicka (odc. 32)
- 2010: Czas honoru – jako pielęgniarka Dorota, więźniarka Pawiaka
- 2010: Krzysztof – jako Alicja, siostra Krzysztofa
- 2010: Stepy (Beyond the Steppes) – jako Jadwiga
- 2011: Ki – jako terapeutka
- 2012: Ojciec Mateusz – jako siostra Anna (odc. 98)
- 2012: Prawo Agaty – jako mediatorka (odc. 19)
- 2013: Lekarze – jako Monika Korda (odc. 24)
- 2014: Ojciec Mateusz – jako Elżbieta, córka Franciszka (odc. 144)
- 2014–2016: Barwy szczęścia – jako Matylda Pawłowicz, dyrektorka gimnazjum
- 2015: Na Wspólnej – jako Klara Solska
- 2016: Powidoki – jako kierowniczka sklepu
- 2016: Druga szansa – jako lekarka dyżurna (odc. 6, 9)
- 2017: Sztuka kochania. Historia Michaliny Wisłockiej – jako recepcjonistka w przychodni
- 2017: Ojciec Mateusz – jako siostra Leokadia (odc. 221)
- 2017–2019: Wojenne dziewczyny – jako Henryka Brodzka, matka Kamila
- 2017: Lekarze na start – jako Nina, kobieta znaleziona w krzakach (odc. 35, 36)
- 2018: Komisarz Alex – jako Alina Rejman (odc. 137)
- 2018: 1983 – jako Zofia Lis, matka Karoliny (odc. 1, 2, 7)
- 2018: Miłość jest wszystkim – jako wdowa Elżbieta Wojnar, matka Daniela
- 2019: Za marzenia – jako Krysia, kierowniczka akademika (odc. 16)
- 2019: Stulecie Winnych – jako Maria Grzegorzewska (odc. 8, 10)
- 2019: Ultraviolet – jako Eugenia Woźniak, członkini komisji ds. reprywatyzacji (odc. 21, 22)
- 2020: Archiwista – jako Maria Mikos, żona Henryka, matka Zbyszka (odc. 13)
- 2020: Ludzie i bogowie – jako Maria Zaręba, matka Leszka
- 2020: Usta usta – jako Iwona, córka Tadeusza (odc. 37, 38, 40)
- od 2020: Nieobecni – jako Natalia Gajda
- 2021: Komisarz Mama jako Monika Prus (odc. 5)
- 2024: Korona królów. Jagiellonowie jako ochmistrzyni Katarzyna Karska
- 2024-2025: Królowie jako ochmistrzyni Katarzyna Karska

## Nagrody
- 2004: nagroda aktorska za najlepszą główną rolę kobiecą w Soczi (MFF), w filmie Struggle.